# کارولین کی‌گر
کارولین کی‌گر (انگلیسی: Carolyn Kieger؛ زادهٔ ۱۷ اوت ۱۹۸۳) بازیکن بسکتبال، و سرمربی (بسکتبال) است.